# Sigchos (canton)
Sigchos est un canton d'Équateur situé dans la province de Cotopaxi.

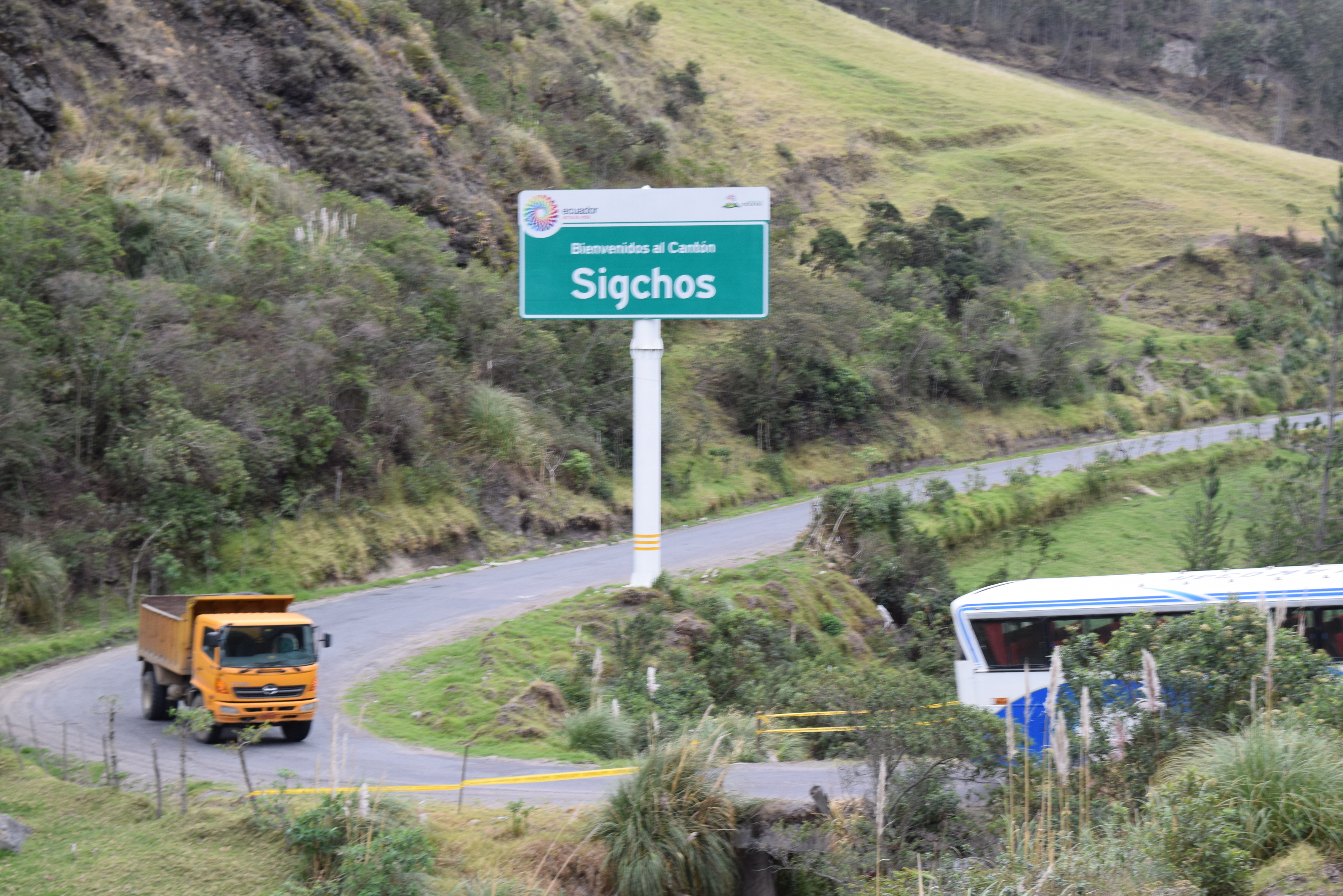
Canton de Sigchos